# テラーミーネ29
テラーミーネ29（ドイツ語: Tellermine 29、29式皿型地雷の意）とは金属製、円形のドイツの対戦車地雷である。軍に最初に配備されたのは1929年で、ドイツの防衛計画では年間6,000個を購入するというものだったが、1931年1月、購入計画を早める決定が下され、61,418個が発注された。1937年、テラーミーネ35の配備に伴い、本地雷は訓練に用いられることとなり、大多数が倉庫に送られた。
この地雷は第二次世界大戦中、限られた数が投入されたに留まり、特に、D-デイ（ノルマンディー上陸作戦）後のフランスで連合軍兵員がこの地雷に遭遇したことを報告している。
本地雷は3個のZ.D.Z. 29信管を用い、普通は125kgの荷重で起爆するよう調整された。ただし、わずか45kgの荷重で作動するよう調整したり、あるいはトリップワイヤー信管で作動させることもできた。この地雷には2個の予備信管孔が付けられており、処理防止装置を設けることができた。
訓練用地雷としての名称は「T.Mi.29 (Ueb)」であり、これも量産されている。本地雷は発煙用の主剤を充填し、円周に沿った孔から煙が排出された。
TMA-3地雷やTMA-4地雷など、幾種類かのユーゴスラビア製地雷は、基本的な様式をこのテラーミーネ29からコピーしている。